# Kolonia Wirginia
Kolonia Wirginia (ang. Colony of Virginia, Virginia Colony), Dominium i Kolonia Wirginia (ang. Dominion and Colony of Virginia) lub Prowincja Wirginia (ang. Province of Virginia), potocznie i skrótowo: Wirginia (ang. Virginia) – była brytyjska kolonia, najstarsza z trzynastu istniejących w czasach przed wojną o niepodległość Stanów Zjednoczonych. Terytorium kolonii znajdowało się mniej więcej na obszarze obecnego stanu o tej samej nazwie. Ponadto obejmowała także obszary dzisiejszych stanów: Wirginia Zachodnia i Kentucky.

## Pochodzenie i znaczenie nazwy
Nazwa Virginia pochodzi prawdopodobnie od przydomka królowej Anglii Elżbiety I Tudor, nazywanej „Królową-Dziewicą” (ang. The Virgin Queen). Historycy uważają, że angielski żeglarz Sir Walter Raleigh zasugerował tę nazwę około 1584 roku. Pierwotnie nazwa odnosiła się do całego wschodniego wybrzeża Ameryki Północnej między Karoliną a francuską Kanadą.

## Historia
Terytorium prowincji Massachusetts Bay
     Terytorium kolonii Connecticut
     Terytorium prowincji Nowego Jorku
     Terytorium prowincji New Jersey
     Terytorium prowincji Pensylwanii
     Terytorium prowincji Maryland
     Terytorium kolonii Wirginii
     Terytorium prowincji Karoliny Północnej
     Terytorium prowincji Karoliny Południowej

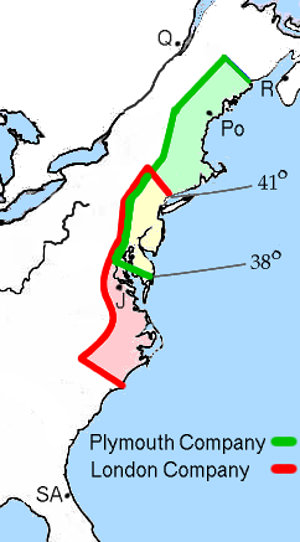
Tereny Ameryki Północnej wydzierżawione przez Jakuba I dla Kompanii Wirgińskiej, zgodnie z Pierwszą kartą Wirginii w roku 1606. ----
Osada Popham oznaczona jako „Po”
Osada Jamestown oznaczona jako „J”

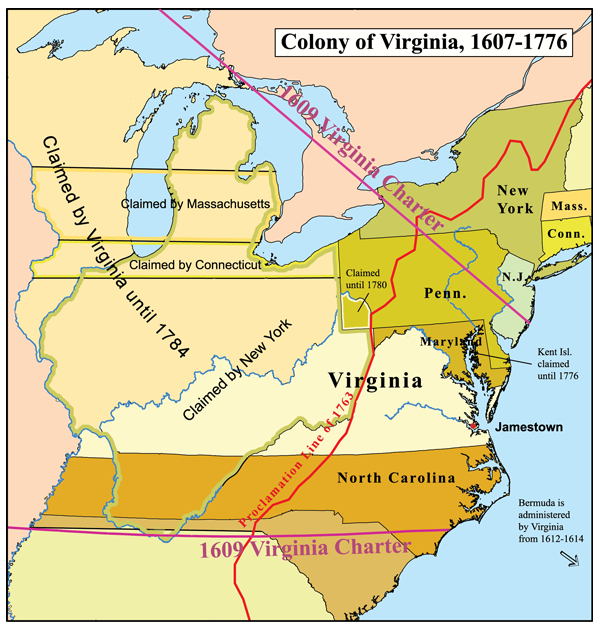
Trzynaście kolonii w XVII/XVIII wieku:
----
Terytorium prowincji Massachusetts Bay
Terytorium kolonii Connecticut
Terytorium prowincji Nowego Jorku
Terytorium prowincji New Jersey
Terytorium prowincji Pensylwanii
Terytorium prowincji Maryland
Terytorium kolonii Wirginii
Terytorium prowincji Karoliny Północnej
Terytorium prowincji Karoliny Południowej

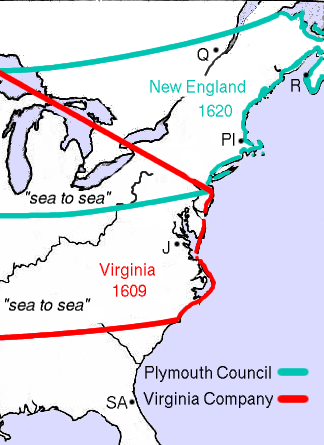
Karta z 1609 r. Dla kolonii Wirginii „od morza do morza”

Wirginia była pierwszą trwałą angielską (później brytyjską) kolonią w Ameryce Północnej, istniejącą w latach 1606–1776, po wcześniejszych nieudanych próbach kolonizacji Nowej Fundlandii przez Humphreya Gilberta w 1583 roku i wyspy Roanoke (w dzisiejszej wschodniej Karolinie Północnej) przez Waltera Raleigha pod koniec lat 80. XVI wieku.
Założycielem nowej kolonii była „Wirgińska Kompania Londyńska” (ang. The Virginia Company of London). W 1606 roku wydano przez angielskiego króla Jakuba I pierwszą kartę Wirginii, dokument regulujący tryb osadnictwa na nowych ziemiach w Ameryce Północnej. Na mocy tego aktu powstała czternastoosobowa Rada Królewska dla Wirginii, która objęła zarząd nad obszarami rozciągającymi się wzdłuż amerykańskiego wybrzeża między 34 a 45 równoleżnikiem .
Pierwszą już nieistniejącą osadą był Jamestown, założona w 14 maja 1607 na północnym brzegu rzeki James, na terytorium Indian Powatan. Osada powstała po wylądowaniu w Ameryce trzech angielskich niewielkich statków: „Susan Constant”, „Godspeed” i „Discovery”, należących do pierwszej wyprawy Wirgińskiej Kompanii Londyńskiej, z grupą 39 marynarzy i 104 przyszłych osadników na pokładzie, pod dowództwem kapitanów Christophera Newporta, Bartholomew Gosnolda i Johna Ratcliffe’a. Od września 1608 pierwszym przywódcą („admirałem”) osady został kapitan John Smith, pokonując w wyborach kontrkandydata Johna Ratcliffe’a. W październiku tego samego roku dotarł do osady statek z zaopatrzeniem – „Mary and Margaret” – na pokładzie którego znajdowało się 17 dalszych osadników (ang. seaventie), głównie „Holendrów, Niemców i Polaków”.
Pierwszym dochodowym towarem Wirginii był tytoń, którego produkcja miała znaczący wpływ na model społeczny kolonii.
W 1609 roku wybuchła I wojna z Powatanami, zakończona pokojem w 1614 roku, w którym córka wodza Indian Powatana, słynna Pocahontas, wyszła za mąż za kolonistę i plantatora tytoniu Johna Rolfe’a.
W latach 1609–1610 w Jamestown miała miejsce klęska głodu, tak zwany „Czas Głodu” (ang. Starving Time) który przetrwało zaledwie 65 kolonistów. Mieszkańcy dopuszczali się nawet kanibalizmu.
W 1619, gdy liczba mieszkańców przekroczyła tysiąc, powstała „Rada Mieszkańców” (ang. The House of Burgesses). Jednym z pierwszych jej zarządzeń była rozbudowa plantacji w centra handlowo-rzemieślnicze tak, by po jakimś czasie zaczęły przekształcać się w ośrodki miejskie, stolice hrabstw. W tym samym roku wybuchł strajk polskich hutników szkła walczących o równouprawnienie polityczne – pierwszy w historii Ameryki Północnej strajk robotniczy.
Również w tym samym roku sprowadzono do kolonii pierwszych 20 czarnych niewolników, którzy początkowo mieli trafić do Hiszpanii, jednakże zostali przejęci przez piratów pod holenderską banderą i skierowani do portu w Wirginii. Nie byli to jednak pierwsi niewolnicy w historii Ameryki, już wcześniej ubodzy Irlandczycy, Anglicy, Holendrzy czy Niemcy, którzy nie mieli pieniędzy na podróż przez Ocean Atlantycki, po dotarciu na miejsce stawali się własnością osadników i mieli w obowiązku przepracować wyznaczoną liczbę lat, dostając w zamian jedynie wyżywienie i miejsce do spania. Po spełnieniu tego warunku, odzyskiwali wolność i otrzymywali własny kawałek ziemi .
W 1622 roku w czasie II wojny z Powatanami nastąpił atak Indian na Jamestown i inne angielskie osady w kolonii, zakończony masakrą ok. 350 osadników (mężczyzn, kobiet i dzieci) .
W 1624 roku król Jakub I cofnął statut Kompanii Wirgińskiej, a kolonia przeszła pod władzę królewską jako kolonia królewska (ang. royal colony). Po angielskiej wojnie domowej w latach 1642–1651 Wirginia została nazwana przez króla Karola II „Starym Dominium” (ang. The Old Dominion) ze względu na lojalność wobec monarchii w czasach Protektoratu i Wspólnoty Angielskiej.
W 1676 doszło do rebelii przeciwko rządom królewskiego gubernatora, sir Williama Berkeleya. Powstaniu przewodził jego krewniak, plantator, niejaki Nathaniel Bacon; skutkiem było spalenie osady Jamestown do gruntu; po kolejnym pożarze w roku 1699 zdecydowano o przeniesieniu pozostałych kolonistów do dawnej Middle Plantation, dziś Colonial Williamsburg w Williamsburgu i ustanowieniu ją nową stolicą Wirginii.
W latach 1755–1759 Wirginia przyjęła ok. 1100 deportowanych przez władze brytyjskie Akadyjczyków, francuskojęzycznych mieszkańców terenów byłej opanowanej przez Brytyjczyków francuskiej kolonii Akadii (współcześnie część Nowej Szkocji), wysiedlenia były usprawiedliwiane wzrostem napięcia międzynarodowego i zbliżającą się wojną  .
Wirginia była jedną z trzynastu kolonii brytyjskich, które w 1775 roku przyłączyły się do rewolty przeciwko królowi Jerzemu III i wzięły udział w rewolucji amerykańskiej. 12 czerwca 1776 roku uchwalono Deklaracje praw Wirginii, akt prawny napisany przez George’a Masona, opierający się na zasadach wyznawanych przez Johna Locke’a, zgodnie z którymi prawa człowieka stanowią fundament istnienia nowo powstałego państwa amerykańskiego, którego Wirginia stała się częścią. W 1783 roku został podpisany traktat paryski, w którym Wielka Brytania uznała niepodległość Stanów Zjednoczonych.
Z pierwszych pięciu prezydentów USA, czterech pochodziło z Wirginii i byli to: George Washington, Thomas Jefferson, James Madison i James Monroe. Tworzą oni tak zwaną dynastię wirginijską.

## Gubernatorzy Kolonii Wirginii[27]

### Gubernatorzy z czasów pierwszych nieudanych angielskich prób skolonizowania Wirginii (Zaginiona Kolonia)
- 1585–1590: Walter Raleigh
  - 1585–1586: Ralph Lane
  - 1587–1590: John White

### Gubernatorzy z ramienia Kompanii Wirgińskiej
- 1607–1607: Edward Maria Wingfield
- 1608–1608: John Radcliffe(inne języki)
- 1608–1608: Matthew Scrivener
- 1608–1609: John Smith
- 1609–1610: George Percy
- 1610–1610: Thomas Gates
- 1610–1611: Thomas West, 3. baron De La Warr
- 1611–1611: George Percy
- 1611–1611: Thomas Dale
- 1611–1614: Thomas Gates
- 1614–1616: Thomas Dale
- 1616–1617: George Yeardley
- 1617–1619: Samuel Argall
- 1619–1621: George Yeardley
- 1621–1624: Francis Wyatt

### Gubernatorzy kolonii koronnej
- 1624–1626: Francis Wyatt
- 1626–1627: George Yeardley
- 1627–1629: Francis West
- 1629–1630: John Potts
- 1630–1635: John Harvey
- 1635–1637: John West
- 1637–1639: John Harvey
- 1639–1642: Francis Wyatt
- 1642–1652: William Berkeley

### Gubernatorzy w okresie Republiki
- 1652–1655: Richard Bennet
- 1655–1656: Edward Digges
- 1656–1660: Samuel Mathews
- 1660–1660: William Berkeley

### Gubernatorzy kolonii koronnej
- 1660–1677: William Berkeley
- 1677–1683: Thomas Colepeper, 2. baron Colepeper
- 1683–1692: Francis Howard, 5. baron Howard of Effingham
- 1692–1698: Edmund Andros
- 1698–1705: Francis Nicholson
- 1705–1706: Przewodniczący Rady Edward Nott (p.o.)
- 1706–1708: Edmund Jenings
- 1708–1709: Robert Hunter
- 1710–1737: George Hamilton, 1. hrabia Orkney
  - 1714–1722: gubernator porucznik Alexander Spotswood (p.o.)
  - 1722–1726: gubernator porucznik Hugh Drysdale (p.o.)
  - 1726–1727: Przewodniczący Rady Robert Carter I (p.o.)
  - 1727–1737: gubernator porucznik William Gooch (p.o.)
- 1737–1758: Willem van Keppel, 2. hrabia Albemarle
  - 1737–1749: gubernator porucznik William Gooch (p.o.)
  - 1740–1741: Przewodniczący Rady James Blair (p.o.)
  - 1741–1749: gubernator porucznik William Gooch (p.o.)
  - 1749–1750: Przewodniczący Rady Thomas Lee (p.o.)
  - 1750–1756: gubernator porucznik Robert Dinwiddie (p.o.)
- 1756–1759: John Campbell, 4. hrabia Loudoun
  - 1756–1758: gubernator porucznik Robert Dinwiddie (p.o.)
  - 1758–1759: gubernator porucznik Francis Fauquier (p.o.)
- 1759–1768: Jeffrey Amherst
  - 1759–1768: gubernator porucznik Francis Fauquier (p.o.)
  - 1768–1768: Przewodniczący Rady John Blair I (p.o.)
- 1768–1770: Norborne Berkeley, 4. baron Botetourt
- 1770–1771: William Nelson
- 1771–1775: John Murray, 4. hrabia Dunmore(inne języki)